# Nakajima A3N
Nakajima A3N – japoński samolot szkolno-treningowy z okresu międzywojennego.

## Historia
W 1932 roku w związku z wprowadzeniem do uzbrojenia samolotów myśliwskich Nakajima A2N dowództwo lotnictwa marynarki wojennej zwróciło się do wytwórni Nakajima o opracowanie samolotu szkolno-treningowego dla szkolenia pilotów myśliwskich. Wytwórni rozpoczęto prace konstrukcyjne nad tym samolotem oparto się na konstrukcji samolotu Nakajima A2N3 a jedyna zmiana to zamontowanie w kadłubie drugiej kabiny.
Tak opracowany samolot otrzymał oznaczenie Nakajima A3N1 i w 1936 został wprowadzony do produkcji seryjnej, która trwała do 1939. Wyprodukowano łącznie 66 samolotów tego typu. 

## Służba
Samolotu A3N od momentu wprowadzenia do produkcji seryjnej były wprowadzane do jednostek szkolnych lotnictwa marynarki wojennej, gdzie użytkowano je do 1941 roku.

## Konstrukcja
Samolot A3N był dwupłatem o konstrukcji mieszanej – metalowa konstrukcja była pokryta częściowo blachą aluminiową, częściowo płótnem i sklejką. Miał dwie odkryte kabiny. Samolot miał podwozie klasyczne stałe. 
Napęd pierwszej wersji A3N japoński silnik Nakajima Kotobuki 2 Kai 1.
Uzbrojenie składało się z 2 karabinów maszynowych wz. 87 kal. 7,7 mm (w wersji A2N1 tylko 1 karabin maszynowy), zabudowane w kadłubie nad silnikiem.